# Ficus scott-elliottii
Ficus scott-elliottii là một loài thực vật có hoa trong họ Moraceae. Loài này được Mildbr. & Burret mô tả khoa học đầu tiên năm 1911.